# Гилёвское сельское поселение (Ярковский район)
Гилёвское сельское поселение — муниципальное образование в Ярковском районе Тюменской области.
Административный центр — село Гилёво.

## Состав поселения
В состав сельского поселения входят: 
- село Гилёво
- деревня Берёзов Яр
- деревня Бачкун
- деревня Дуброва